# Matsalu nationalpark
Matsalu nationalpark (estniska: Matsalu rahvuspark) är en av Estlands sex nationalparker, belägen i Läänemaa i västra Estland, vid Matsalviken och Kasariflodens delta. Området har länge varit uppmärksammat för sitt rika fågelliv och redan 1936 föreslog det att man skulle inrätta ett fågelskyddsområde här. År 1957 grundades ett naturreservat och år 2004 fick Matsalu status som nationalpark. Det skyddade områdets yta är cirka 486 kvadratkilometer och omfattar Matsalviken med öar och Kasariflodens delta med omgivande områden.

## Beskrivning

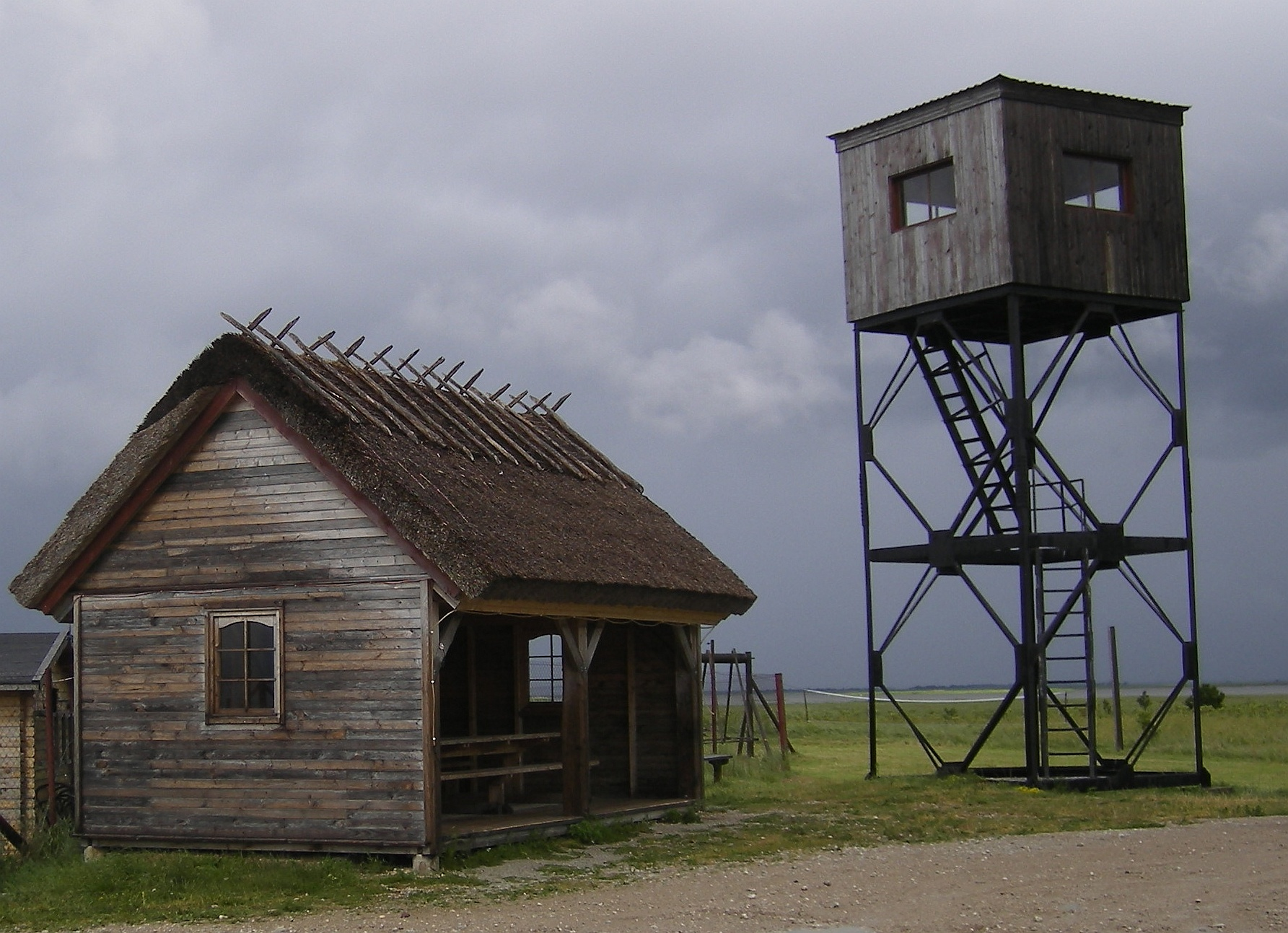
Fågeltorn i Matsalu nationalpark.

Matsalu nationalpark har yta på totalt 486,1 kvadratkilometer, omfattande Matsalviken och Kasariflodens delta och omgivande strandängar, vassområden och skogsmarker, samt havsområdet Moonsund med sina öar vid Matsalvikens mynning. Totalt är cirka 224,3 kvadratkilometer av nationalparkens yta land, resten är hav. 
Matsalviken är 18 kilometer lång och 6 kilometer bred och har bräckt vatten. Viken är grund, dess djup är i genomsnitt bara 1,6 meter och som djupast är den 3,5 meter. Dess strandlinje är omkring 165 kilometer lång. Stranden saknar högre bankar och består huvudsakligen av klappersten och är lerig och vassbevuxen längs de mer skyddade delarna. 
Kasarifloden är den största av de floder som har sitt utlopp i Matsalviken. På grund av muddring mellan åren 1930 och 1960 är inte deltat i naturligt tillstånd, av de cirka 40 kvadratkilometer våtmarksängar som finns här måste en stor del skötas aktivt för att bevara sin karaktär, bland annat genom bete och slåtter för att inte växa igen med vass och sly. Flodens vattenstånd varierar säsongsvis med upp till 1,7 meter. Floderna för årligen ut stora mängder näringsrikt slam i Matsalviken från ett över 3 500 kvadratkilometer stort avrinningsområde.
I Matsalu har det totalt observerats 282 olika fågelarter, av vilka 175 häckar här och 33 enbart är rastande flyttfåglar. Det finns vidare 49 olika fiskarter och 47 olika arter av däggdjur, samt 772 olika arter av kärlväxter.
Varje vår passerar över 2 miljoner flyttande fåglar Matsalu, inkluderat exempelvis över 1,5 miljoner alfåglar, 10 000-20 000 mindre sångsvanar och 10 000 bergänder samt många knipor, viggar och storskrakar. Här rastar också många gäss och vadare. På hösten är antalet passerande flyttfåglar mindre, cirka 300 000. Under höstflyttningen rastar ett stort antal tranor i Matsalu, som mest har man räknat till 23 000 tranor.

## Historia

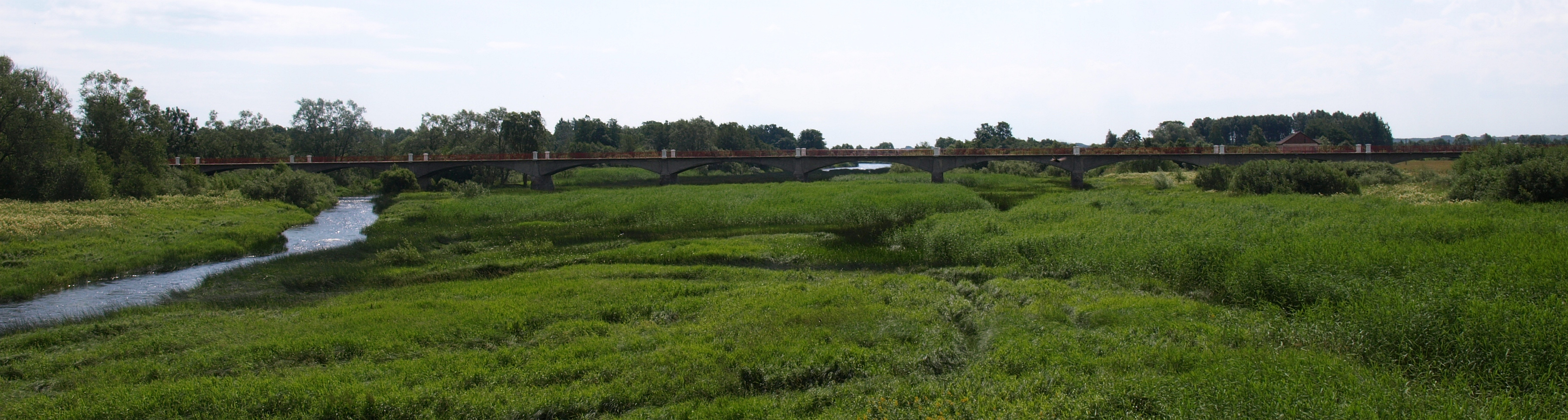
Utsikt mot Kasarifloden med den gamla bron.

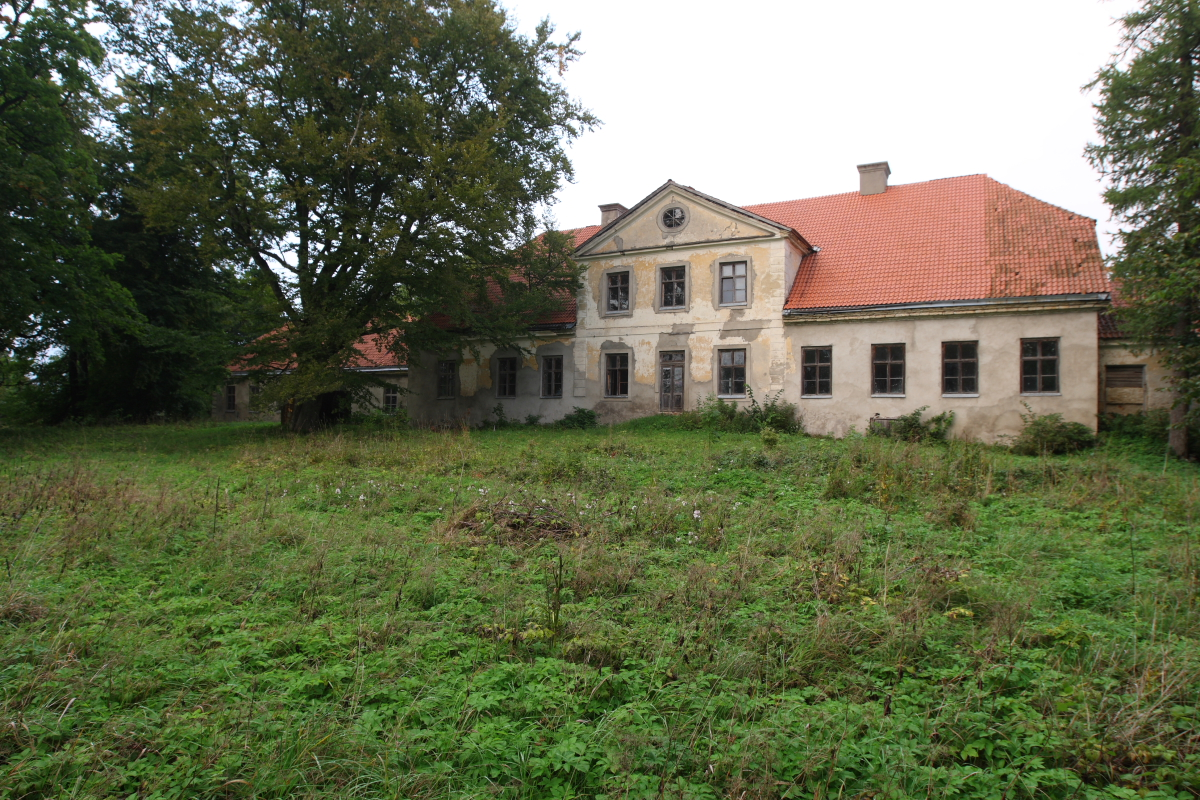
Matsalu herrgård.

Omkring år 1870 påbörjades vetenskaplig forskning i Matsalu. Valerian Russow, kurator vid naturhistoriska museet vid Tartu universitet, sammanställde då en kort översikt över fåglarna som förekom vid Matsalviken.
Mellan 1928 och 1936 bedrev Eerik Kumari studier av områdets fåglar och det var han som 1936 föreslog att ett skyddat område för fågellivet skulle inrättas här. År 1945 bedrevs forskning i området på regelbunden basis. Ett naturreservat för att skydda häckande och rastande fåglar inrättades 1957. År 1976 blev Matsalu upptaget i Ramsarkonventionen och därmed erkänt som ett våtmarksområde av särskild betydelse. 2004 fick området status som nationalpark.
År 1904 byggdes en bro över Kasarifloden. Den var då den invigdes 1905 och ett tag därefter världens längsta bro byggd av armerad betong, cirka 308 meter. Bron förföll senare, men efter restaurering är gångtrafik åter tillåten på bron.
Matsalu herrgård ägdes en tid av svenskamerikanen Stefan Ridderstedt (1945-2020).

## Filmfestival
En årlig naturfilmfestival arrangeras varje höst i den till nationalparken närliggande orten Lihula. Första gången filmfestivalen arrangerades var år 2003 och den hade då över 2 000 besökare. Då visades 23 filmer från 7 länder. År 2005, det tredje året filmfestivalen hölls visades 39 filmer från 16 länder. Det femte året filmfestivalen arrangerades, 2007, hade den över 7 000 besökare.